# Нитрат скандия
Нитрат скандия — неорганическое соединение, соль металла скандия и азотной кислоты с формулой Sc(NO3)3, бесцветные кристаллы, расплываются на воздухе, растворимые в воде, образует кристаллогидрат.

## Получение
- Растворение металлического скандия в очень разбавленной азотной кислоте:

{\displaystyle {\mathsf {8Sc+30HNO_{3}\ {\xrightarrow {}}\ 8Sc(NO_{3})_{3}+3NH_{4}NO_{3}+9H_{2}O}}}
- Растворение оксида или гидроксида скандия в азотной кислоте:

{\displaystyle {\mathsf {Sc_{2}O_{3}+6HNO_{3}\ {\xrightarrow {}}\ 2Sc(NO_{3})_{3}+3H_{2}O}}}
{\displaystyle {\mathsf {Sc(OH)_{3}+3HNO_{3}\ {\xrightarrow {}}\ Sc(NO_{3})_{3}+3H_{2}O}}}
- Реакция диоксида азота с металлическим скандием:

{\displaystyle {\mathsf {Sc+6NO_{2}\ {\xrightarrow {120^{o}C}}\ Sc(NO_{3})_{3}+3NO}}}

## Физические свойства
Нитрат скандия образует бесцветные (белые) кристаллы, которые расплываются на воздухе.
Хорошо растворяется в воде с гидролизом по катиону.
Образует кристаллогидрат состава Sc(NO3)3•4H2O.

## Химические свойства
- Разлагается при нагревании:

{\displaystyle {\mathsf {4Sc(NO_{3})_{3}\ {\xrightarrow {300^{o}C}}\ 2Sc_{2}O_{3}+12NO_{2}+3O_{2}}}}
- Кристаллогидрат при нагревании разлагается иначе:

{\displaystyle {\mathsf {Sc(NO_{3})_{3}\cdot 4H_{2}O\ {\xrightarrow {104-145^{o}C}}\ Sc(NO_{3})_{2}OH\cdot 3H_{2}O+HNO_{3}}}}
{\displaystyle {\mathsf {4(Sc(NO_{3})_{3}\cdot 4H_{2}O)\ {\xrightarrow {>220^{o}C}}\ 2Sc_{2}O_{3}+12NO_{2}+3O_{2}+16H_{2}O}}}
- Реагирует с щелочами:

{\displaystyle {\mathsf {Sc(NO_{3})_{3}+3NaOH\ {\xrightarrow {}}\ Sc(OH)_{3}\downarrow +3NaNO_{3}}}}
{\displaystyle {\mathsf {Sc(NO_{3})_{3}+3NaOH\ {\xrightarrow {100^{o}C}}\ ScO(OH)\downarrow +3NaNO_{3}+H_{2}O}}}
- Реагирует с карбонатами щелочных металлов:

{\displaystyle {\mathsf {Sc(NO_{3})_{3}+2K_{2}CO_{3}+H_{2}O\ {\xrightarrow {}}\ ScCO_{3}(OH)\downarrow +3KNO_{3}+KHCO_{3}}}}